# Scipione Pulzone
Scipione Pulzone, známý také jako Il Gaetano, (kolem 1550, Gaeta – 1. února 1598, Řím) byl italský malíř, renesanční maniérista. Byl žákem J. del Conteho. Stal se známý především jako portrétista.